# 中島本町
中島本町（なかじまほんちょう）は北海道室蘭市の地名。中島本町一丁目から三丁目の町がある。住居表示実施済み。郵便番号は050-0075。

## 地理
室蘭市の東部に位置し、西から北に八丁平、北東に天神町、東に知利別町、南東から南に中島町、南から南西に仲町、西に高平町と接する。

## 地域の特徴
室蘭市の都市計画マスタープランでは蘭東地域に属する。
南西縁をJR北海道 室蘭本線が通り、並行するように国道37号が走る。中部東縁に沿って走る北海道道107号室蘭環状線は町域を東に離脱した後、北部の天神トンネルを通って再び町域を走り、北端から抜ける。
南部の一丁目に西胆振最大のショッピングモールであるモルエ中島、室蘭中島幼稚園、道営住宅であえーる中島がある。二丁目には日本製鉄の社宅アパートが群立している。北部の三丁目は東西の丘陵地の谷あいを走る道路沿いに民家が立ち並んでおり、北端には区画整理された住宅地がある。

## 歴史
かつて中島本町一丁目には日新小学校が存在したが、2010年（平成22年）に閉校した。

### 沿革
- 1967年（昭和42年）7月1日 - 中島本町一丁目 - 三丁目新設[5][6]。
- 1976年（昭和51年） - 中島本町二丁目の一部が中島町一丁目に編入[5]。
- 1981年（昭和56年）2月1日 - 知利別町一丁目の一部を中島本町三丁目に編入[7]。

### 町名の変遷
| 実施内容          | 実施年月日               | 実施後         | 実施前                                             |
| ----------------- | ------------------------ | -------------- | -------------------------------------------------- |
| 町名新設 住居表示 | 1967年（昭和42年）7月1日 | 中島本町一丁目 | 中島町（字），高平町（字），知利別町（字）の各一部 |
| 町名新設 住居表示 | 1967年（昭和42年）7月1日 | 中島本町二丁目 | 中島町（字），高平町（字），知利別町（字）の各一部 |
| 町名新設 住居表示 | 1967年（昭和42年）7月1日 | 中島本町三丁目 | 中島町（字），高平町（字），知利別町（字）の各一部 |

## 世帯数と人口
2023年（令和5年）12月31日現在（室蘭市発表）の世帯数と人口は以下の通りである。
| 町             | 世帯数    | 人口    |
| -------------- | --------- | ------- |
| 中島本町一丁目 | 425世帯   | 848人   |
| 中島本町二丁目 | 171世帯   | 397人   |
| 中島本町三丁目 | 407世帯   | 815人   |
| 計             | 1,003世帯 | 2,060人 |

### 人口の変遷
国勢調査による人口の推移。
| 1995年（平成7年）  | 2,787人 | [ 8 ]  |  |
| 2000年（平成12年） | 2,925人 | [ 9 ]  |  |
| 2005年（平成17年） | 3,174人 | [ 10 ] |  |
| 2010年（平成22年） | 2,880人 | [ 11 ] |  |
| 2015年（平成27年） | 2,662人 | [ 12 ] |  |
| 2020年（令和2年）  | 2,234人 | [ 13 ] |  |

### 世帯数の変遷
国勢調査による世帯数の推移。
| 1995年（平成7年）  | 979世帯   | [ 8 ]  |  |
| 2000年（平成12年） | 1,213世帯 | [ 9 ]  |  |
| 2005年（平成17年） | 1,338世帯 | [ 10 ] |  |
| 2010年（平成22年） | 1,266世帯 | [ 11 ] |  |
| 2015年（平成27年） | 1,184世帯 | [ 12 ] |  |
| 2020年（令和2年）  | 1,025世帯 | [ 13 ] |  |

## 学区
市立小・中学校に通う場合、学区は以下の通りとなる。
| 町             | 街区 | 小学校               | 中学校             |
| -------------- | ---- | -------------------- | ------------------ |
| 中島本町一丁目 | 全域 | 室蘭市立旭ヶ丘小学校 | 室蘭市立桜蘭中学校 |
| 中島本町二丁目 | 全域 | 室蘭市立旭ヶ丘小学校 | 室蘭市立桜蘭中学校 |
| 中島本町三丁目 | 一部 | 室蘭市立旭ヶ丘小学校 | 室蘭市立桜蘭中学校 |
| 中島本町三丁目 | 一部 | 室蘭市立八丁平小学校 | 室蘭市立桜蘭中学校 |

## 交通

### バス
道南バスが路線バスを運行する。町域南端の国道37号、町域中央を通る室蘭市道「中島港北通」のほか、隣接する中島町内の北海道道919号中央東線（中島中央通）にバスが運行されている。

### 道路
- 国道37号
- 北海道道107号室蘭環状線

## 施設

### 役所・公的機関
- 室蘭警察署 中島交番

### 公共施設
- であえーる中島団地集会所
- 日新町会会館

### 教育施設
- 室蘭中島幼稚園

### 商業施設
- モルエ中島

### 社会福祉施設
- 中島保育所

### 公営住宅
- 道営住宅であえーる中島

### 寺社
- 北法山妙心寺

### 公園
- 中島本町公園
- 四角公園